# Канжира

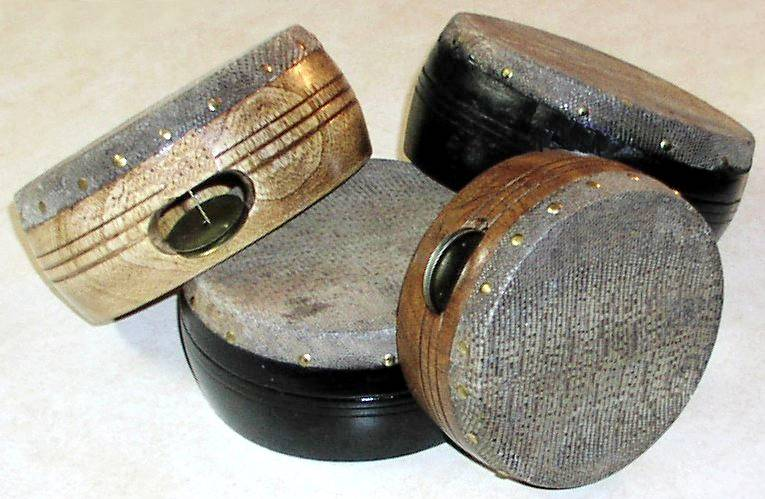
Індійський бубон канжира

Канжира (там. கஞ்சிரா тел. కంజీర), також може називатися ханжірі (маратхі खंजिरी) чи ганжира/ганчира (малаял. ഗഞ്ചിറ) — невеликий ударний інструмент із Південної Індії. У перекладі означає бубон.
Рамковий барабан з сімейства бубонів.  У 1880-х роках Манпундія Піллай, якому приписують виведення інструменту на класичну сцену, модифікував його, прикріпивши збоку пару металевих тарілочок. Його використовують переважно на концертах карнатичної музики (південно-індійська класична музика) як допоміжний інструмент, що супроводжує мридангу.

## Будова
Як і західній бубон, він складається з круглої рами, зробленої з дерева джекфрута, між 7 і 9 дюймами завширшки і від 2 до 4 дюймів завглибшки. Один бік його покритий мембраною виготовлені зі шкіри варана (зокрема, бенгальського варана, тепер загроженого в Індії виду), а інший бік залишається відкритим. Через недоступність шкіри варана існують сучасні модифікації, зроблені зі шкіри цапа, або ж штучних матеріалів. Рамка має одиночний розріз, який містить металеві диски (частіше старі монети), які дзвенять, коли канжира грає.

## Гра
Канжира є відносно важким для гри індійським барабаном, особливо в карнатичній музиці Південної Індії, зокрема через складність ударних ритмів, що використовуються в індійській музиці[джерело?]. На ньому зазвичай грають долонею та пальцями правої руки, а лівою рукою підтримують сам інструмент. Кінчики пальців лівої руки можуть бути використані, щоб зігнути тангаж, натискаючи біля зовнішнього обода[джерело?]. На відміну від мриданги або гатама його неможливо налаштувати на якусь конкретну висоту звуку.
Зазвичай, без налаштування він має дуже високий звук. Щоб отримати хороший бас, виконавець зменшує натяг поверхні шляхом розбризкування води всередині інструменту. Цей процес може бути повторений під час концерту для підтримки хорошого звуку. Однак, якщо інструмент занадто вологий, то він матиме мертвий тон, і йому потрібно буде від 5 до 10 хвилин, щоб висушитись. Тон також залежить від зовнішніх умов, температури і вологості. Виконавці зазвичай мають пару інструментів, так щоб принаймні один із них був ідеально налагодженим в будь-який момент часу[джерело?].